# جاك واتسون
جاك واتسون (بالإنجليزية: Jack Watson (Presidential adviser))‏ (و. 1938 – م) هو سياسي، ومحام من الولايات المتحدة الأمريكية .
تولى منصب رئيس موظفي البيت الأبيض (1980-06-11–1981-01-20) .وهو عضو في الحزب الديمقراطي الأمريكي .

## التعليم
تعلم في كلية هارفارد للحقوق، وجامعة فاندربيلت.